# Hermann Sondermann
Pour les articles homonymes, voir Sondermann.

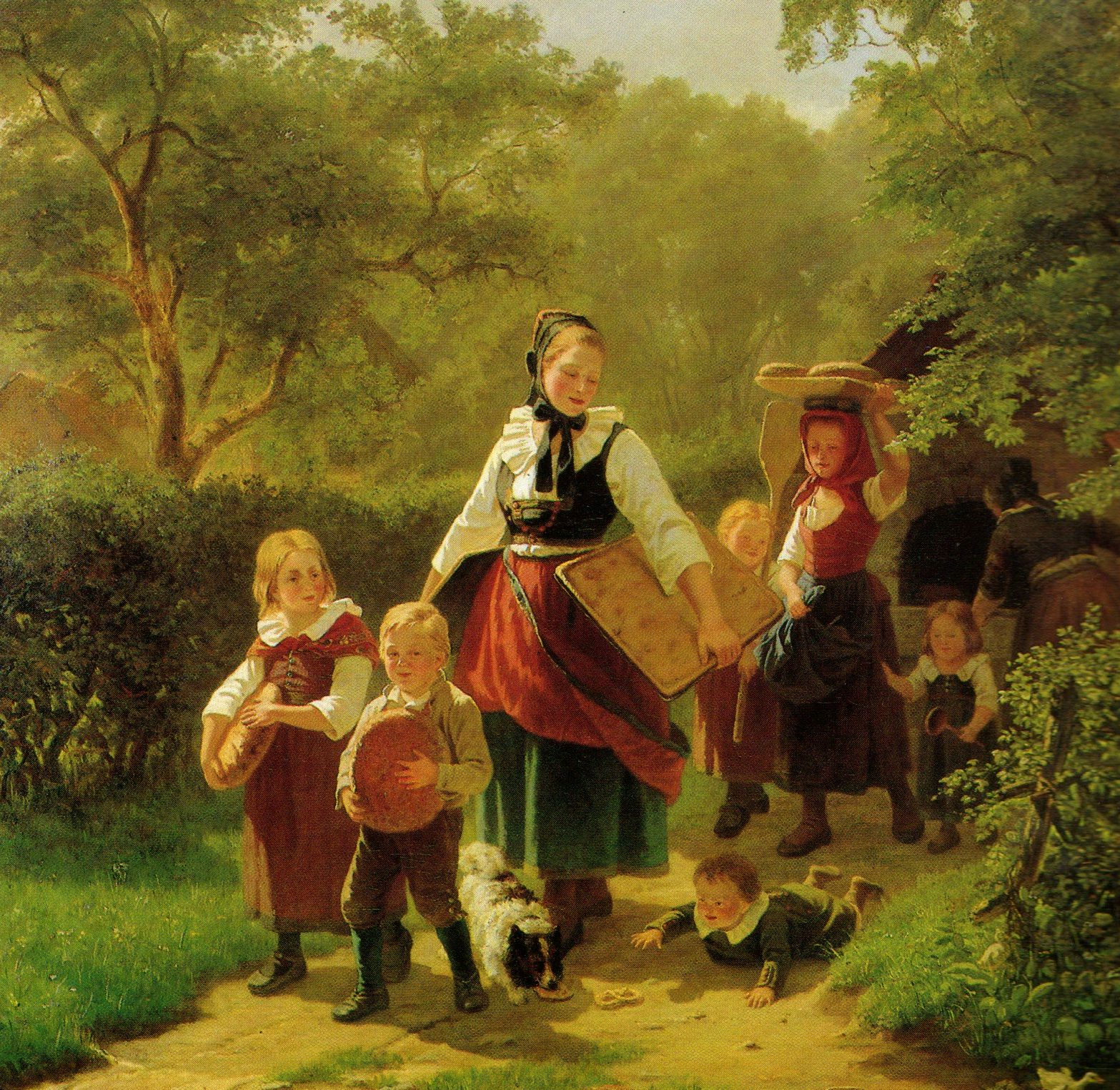
De retour du fournil, 1860

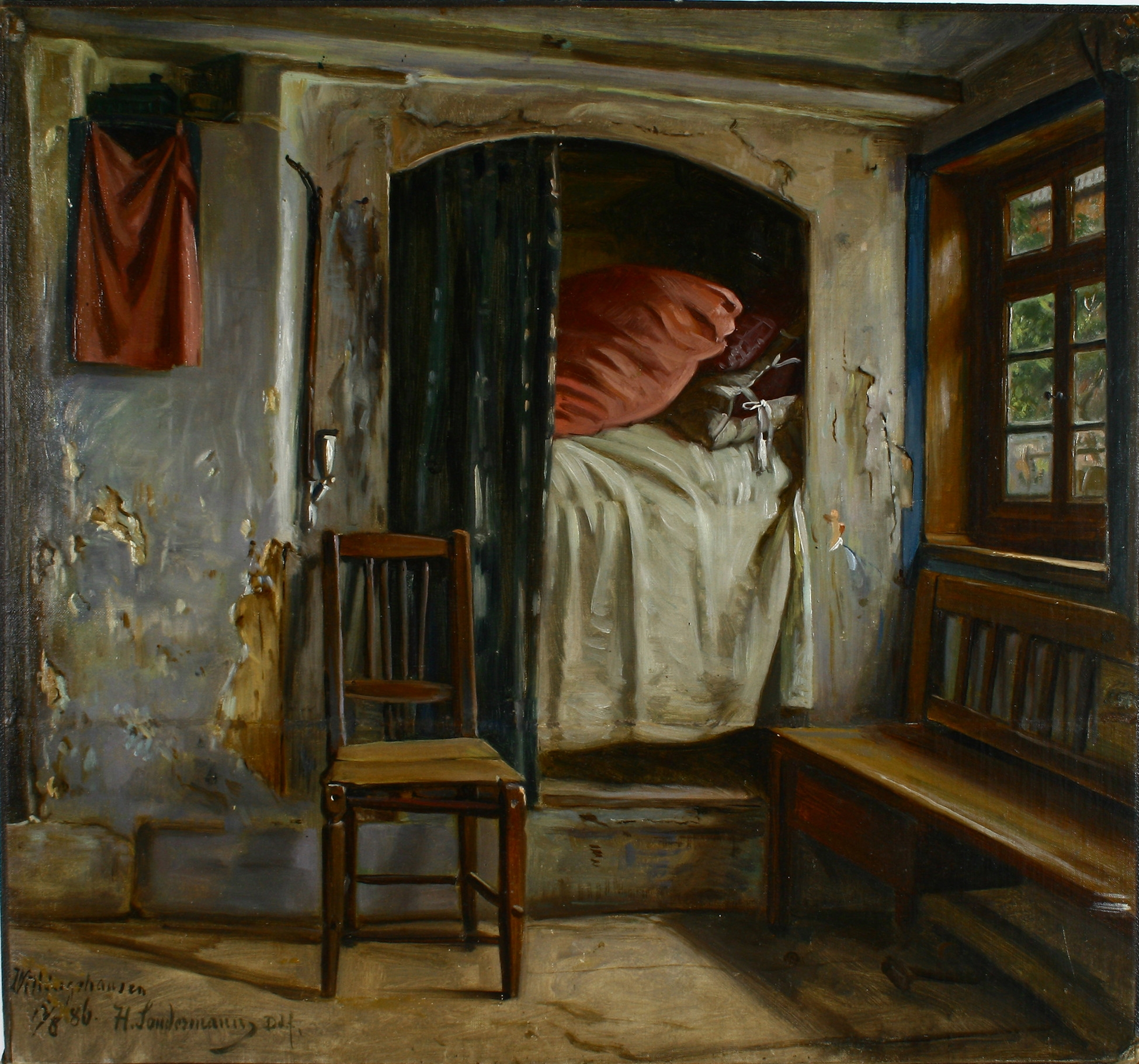
Alcôve dans une ferme de Willingshausen, 1886

Hermann Sondermann (né le 19 octobre 1832 à Berlin et mort le 2 avril 1901 à Düsseldorf) est un portraitiste prussien et peintre de genre de l'école de Düsseldorf.

## Biographie
Hermann Sondermann étudie à Berlin de 1851 à 1853 avec Johann Samuel Otto, deux ans jusqu'en 1855 à Anvers avec Josephus Laurentius Dyckmans et après un court séjour à Paris  à partir de 1856 à l'Académie des Beaux-Arts de Düsseldorf avec Friedrich Wilhelm von Schadow et Rudolf Wiegmann. En cours particuliers avec le peintre de Düsseldorf Rudolf Jordan, il se familiarise avec la peinture de la vie populaire.
Sondermann séjourne à nouveau à Berlin de 1859 à 1861 puis s'installe à Düsseldorf, où il habite la Jägerhofstraße et appartient à l'association d'artistes Malkasten. Parfois, il vit dans la colonie de peintres de Willingshausen (de).
Les peintures de Sondermann traitent principalement de scènes de la vie rurale simple, qu'il observe lors de ses voyages en Westphalie, Hesse, Bade et Wurtemberg et capturées d'une manière romantique tardive. Ses œuvres font l'objet d'échanges internationaux de son vivant. Certains se trouvent au Musée de la ville de Brunswick (de) et à la Galerie d'État de Wiesbaden, ainsi qu'aux Musées de Birmingham
Le peintre Karl Sondermann (de) est son fils.